# Nefertkau I
| nfr | r&t | D28 · D28 · D28 |

| nfr | r&t | D28 · D28 · D28 |

Nefertkau I fue una princesa de la IV dinastía de Egipto, la hija mayor del faraón Seneferu y, por tanto, medio hermana del faraón Jufu. Era la madre de Nefermaat II y abuela de Seneferujaf.
Se describe explícitamente que Nefertkau era hija de Seneferu en las inscripciones de la tumba de su hijo y su nieto. El egiptólogo alemán Kurt Heinrich Sethe, argumentó a partir de una inscripción en la tumba de Nefermaat que Nefertkau se había casado con su propio padre y que Nefermaat era hijo de Seneferu. Sin embargo, para George Andrew Reisner no era así y sugirió que Nefertkau pudo haberse casado con su medio hermano Jufu. Sí admite en cambio, la posibilidad de que Nefertkau se hubiera casado con un noble cuyo nombre se ha perdido.

## Enterramiento
Nefertkau pudo haber sido enterrada en la mastaba G 7050 en el cementerio oriental de Guiza. Sin embargo, la tumba no está inscrita, por lo que esta suposición es una conjetura.